# Chromowce
| Grupa → | 6 VIB  |
| ↓ Okres |        |
| ------- | ------ |
| 4       | 24 Cr  |
| 5       | 42 Mo  |
| 6       | 74 W   |
| 7       | 106 Sg |

Chromowce – pierwiastki chemiczne należące do 6 (daw. VIB lub VI pobocznej) grupy układu okresowego. Są to twarde, trudno topliwe metale, stosowane głównie do uszlachetniania metali.
Do chromowców należą chrom (Cr), molibden (Mo), wolfram (W) i seaborg (Sg).

Chromowce
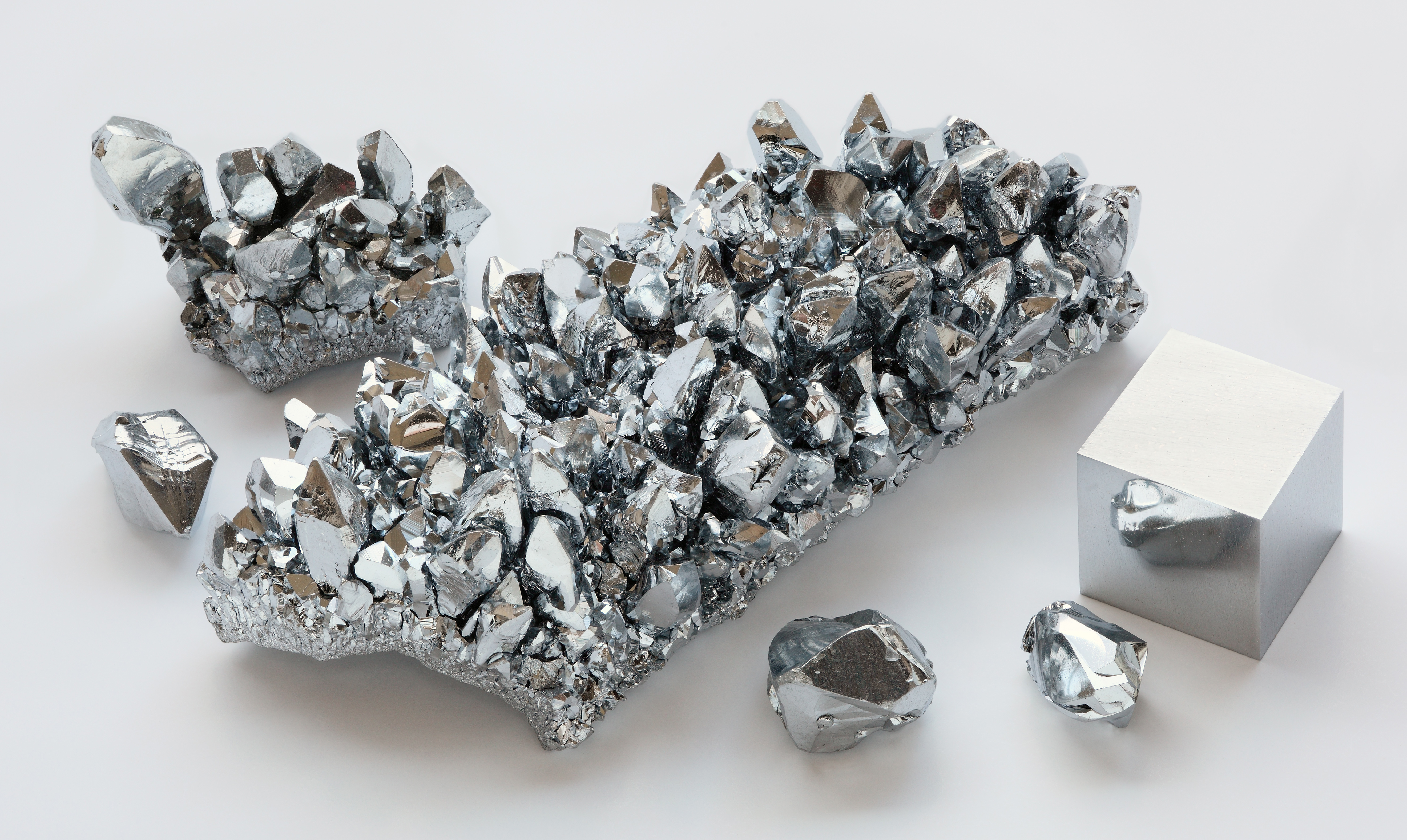
Chrom
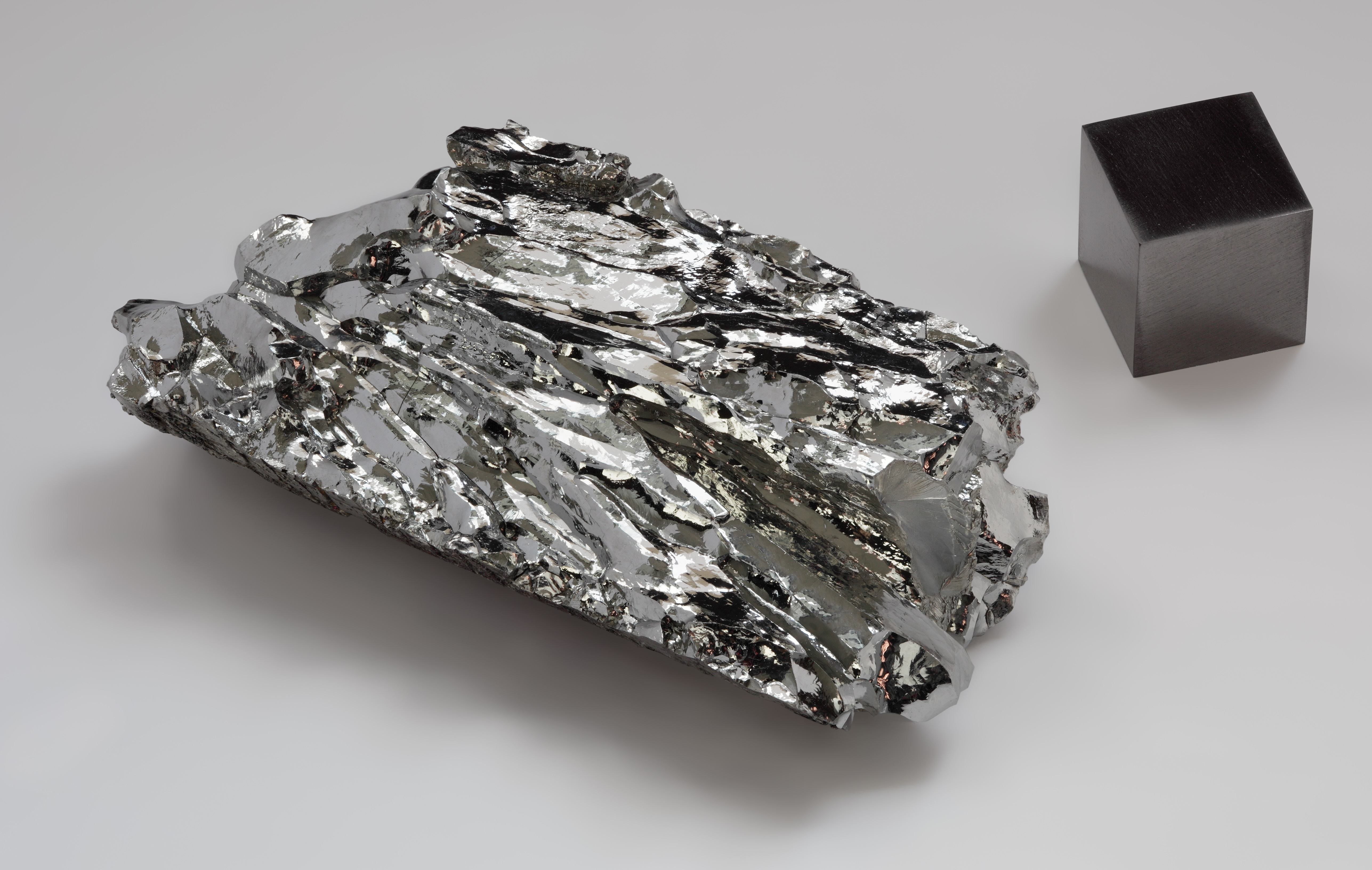
Molibden
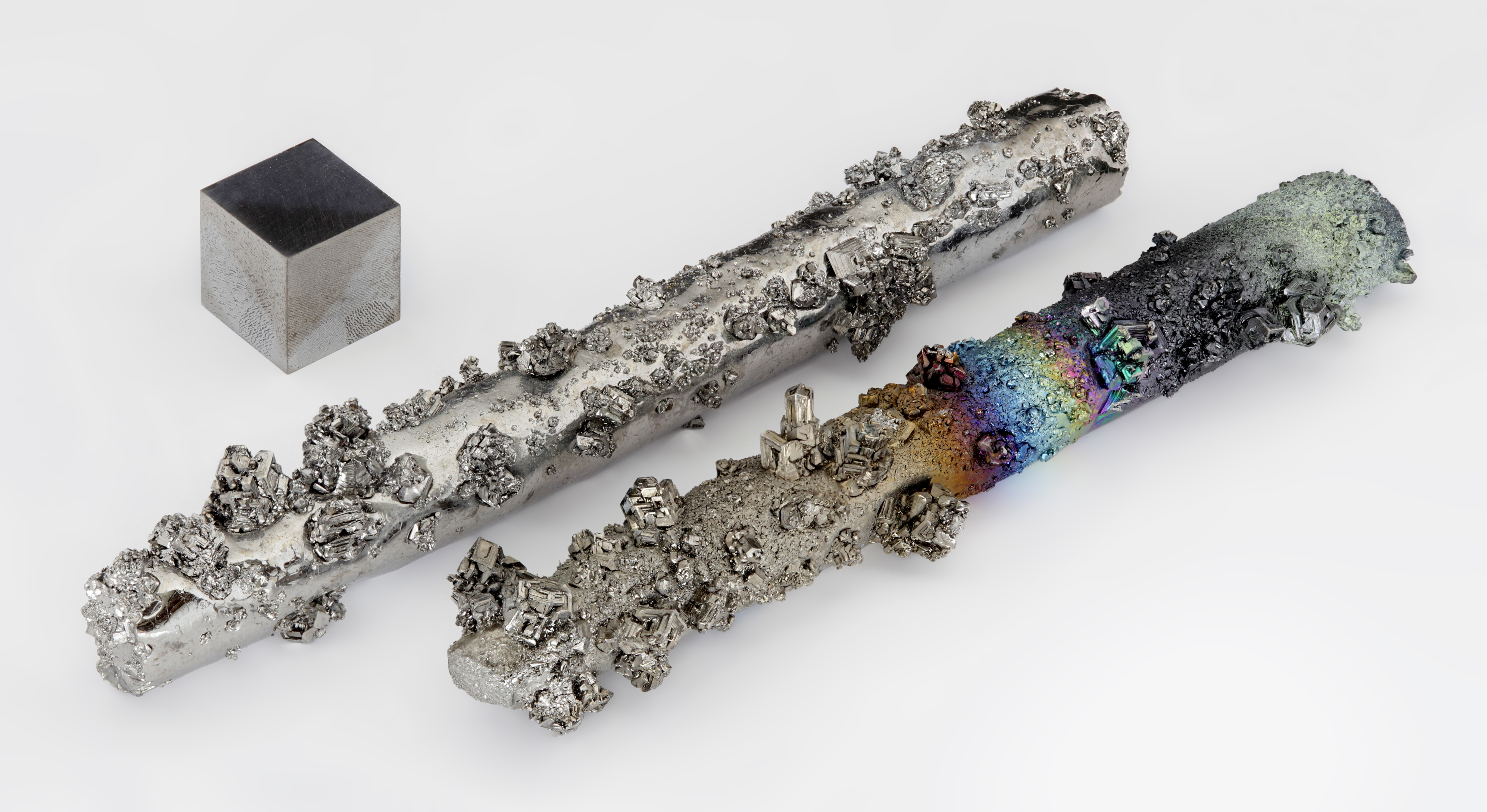
Wolfram

## Konfiguracja elektronowa
- Cr - [Ar]3d54s1
- Mo - [Kr]4d55s1
- W - [Xe]4f145d46s2
- Sg - [Rn]5f146d47s2 (teoretyczna)